# Houston Apollos
Die Houston Apollos waren ein US-amerikanisches Eishockeyfranchise der Central Hockey League aus Houston, Texas.  

## Geschichte
Die Omaha Knights aus der Central Professional Hockey League wurde 1965 inaktiv und ihre CPHL-Lizenz nach Houston, Texas, vergeben wo das Franchise anschließend unter dem Namen Houston Apollos spielte. Die Texaner nahmen zur Saison 1965/66 den Spielbetrieb in der Central Professional Hockey League auf. Die Mannschaft kam in ihren ersten vier Spielzeiten nie über die erste Runde der Playoffs um den Adams Cup hinaus. Anschließend stellte die Mannschaft zunächst den Spielbetrieb ein und wurde von 1972 bis 1978 durch die Houston Aeros aus der World Hockey Association ersetzt. 
Ein Jahr nach Auflösung der Houston Aeros entschloss man sich dazu die Houston Apollos zu reaktivieren, jedoch musste die Mannschaft aus finanziellen Gründen bereits nach nicht einmal der Hälfte ihrer zweiten Spielzeit nach ihrer Rückkehr in die CHL am 4. Januar 1981 den Spielbetrieb einstellen.

## Saisonstatistik
Abkürzungen: GP = Spiele, W = Siege, L = Niederlagen, T = Unentschieden, OTL = Niederlagen nach Overtime SOL = Niederlagen nach Shootout, Pts = Punkte, GF = Erzielte Tore, GA = Gegentore, PIM = Strafminuten
| Saison    | GP | W  | L  | T  | OTL | SOL | Pts | GF  | GA  | Platz        | Playoffs                       |
| 1965–1966 | 70 | 27 | 32 | 11 | —   | —   | 65  | 221 | 244 | 5., CPHL     | nicht qualifiziert             |
| 1966–1967 | 70 | 32 | 28 | 10 | —   | —   | 74  | 255 | 229 | 3., CPHL     | Niederlage in der ersten Runde |
| 1967–1968 | 70 | 28 | 31 | 11 | —   | —   | 67  | 220 | 216 | 4., Southern | nicht qualifiziert             |
| 1968–1969 | 72 | 34 | 26 | 12 | —   | —   | 80  | 224 | 204 | 3., South    | Niederlage in der ersten Runde |
| 1979–1980 | 80 | 32 | 38 | 10 | —   | —   | 74  | 300 | 319 | 6., CHL      | Niederlage in der ersten Runde |
| 1980–1981 | 33 | 12 | 13 | 8  | —   | —   | 32  | 97  | 98  | 9., CHL      | nicht qualifiziert             |

## Bekannte Spieler
| - Garnet Bailey - Barry Gibbs - Danny Grant - Charlie Huddy - Guy Lapointe | - Jacques Lemaire - Mark Messier - Garry Monahan - Poul Popiel | - Pat Quinn - Mickey Redmond - Al Rollins - Serge Savard | - Roy Sommer - Rogatien Vachon - Don Waddell - Ernie Wakely |